# East Valley (Nevada)
East Valley es un lugar designado por el censo ubicado en el condado de Douglas en el estado estadounidense de Nevada. En el año 2010 tenía una población de 1.474 habitantes.

## Geografía
East Valley se encuentra ubicado en las coordenadas 38°56′36″N 119°41′57″O / 38.94333, -119.69917.